# Calcestruzzo ad altissime prestazioni

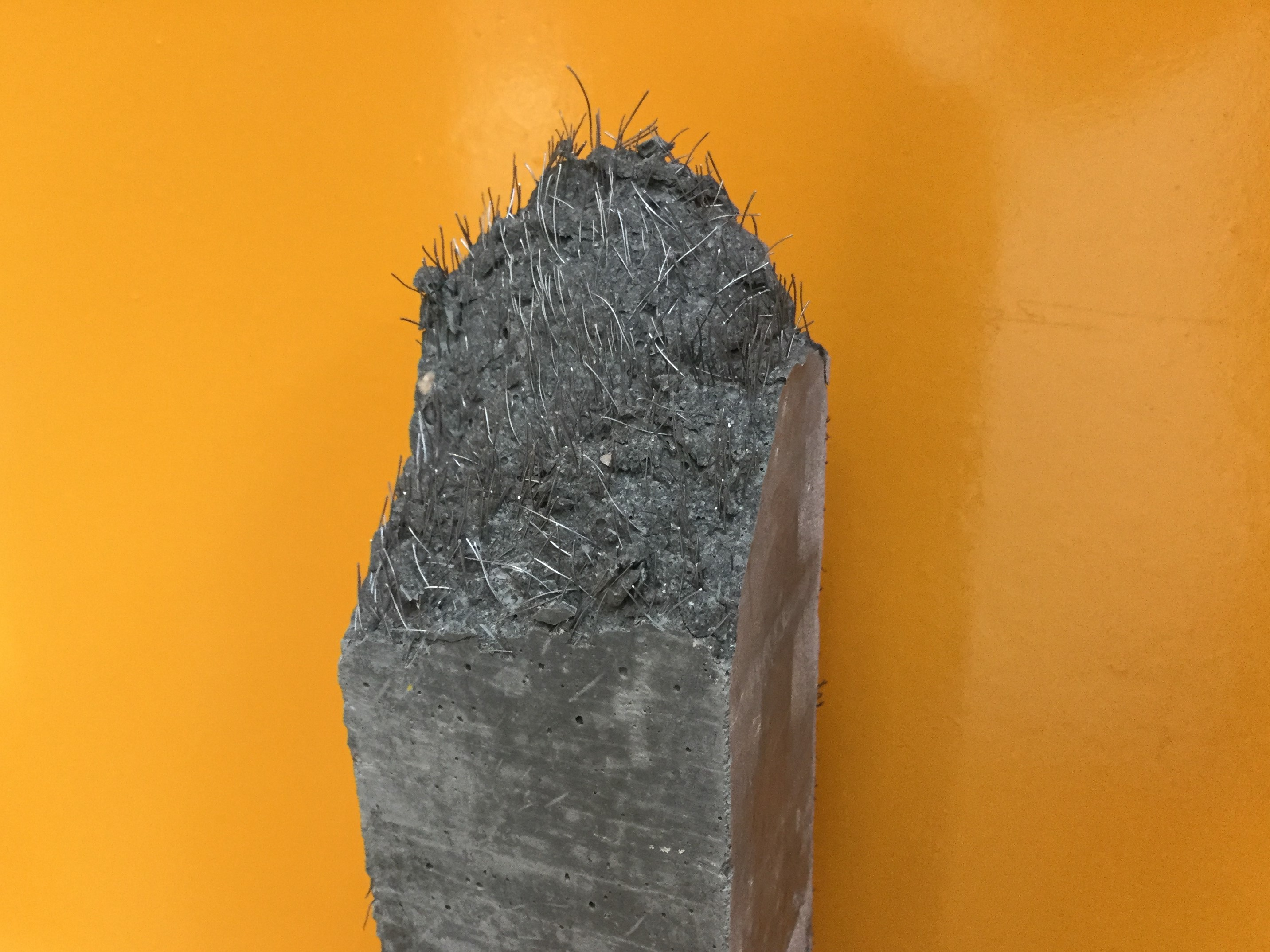
Calcestruzzo ad altissime prestazioni UHPFRC - Ultra-High Performance Fiber Reinforced Concrete

Il calcestruzzo ad altissime prestazioni, denominato con l'acronimo UHPFRC (Ultra-High Performance Fiber-Reinforced Concrete), è una tipologia di calcestruzzo, caratterizzata da prestazioni molto elevate rispetto ai calcestruzzi ordinari, grazie ad un basso rapporto acqua/cemento (< 0,25 e tipicamente tra 0,16 e 0,2), ad un alto dosaggio di cemento (tipicamente > 600 kg ogni m³ di calcestruzzo), alla presenza di aggregati molto fini (in genere con un diametro massimo < 1 mm) e di aggiunte minerali e alla presenza fibre in un dosaggio tale da garantire un comportamento duttile.
Secondo la definizione data nelle “Recommandations provisoires” del SETRA-AFGC (2002) con il termine Ultra-High Performance Fiber-Reinforced Concrete si indica un materiale a matrice cementizia con resistenza a compressione maggiore di 150 MPa (che può raggiungere i 250 MPa) e che contenga fibre d’acciaio in grado di garantire un comportamento a trazione incrudente fino a valori di deformazione significativi (che possono arrivare fino a 5-8×10−3).

## Sviluppo dei calcestruzzi UHPFRC
Il calcestruzzo si è affermato fin dall'antichità come uno dei materiali da costruzione più utilizzati, grazie al suo basso costo, la facilità di esecuzione e la versatilità nell'utilizzo. Tuttavia, questo materiale presenta alcune criticità, soprattutto a causa di problemi dovuti all'interazione con ambienti potenzialmente aggressivi per un tempo prolungato, legati quindi alla sua durabilità.
Al fine di sopperire a tali problemi, negli ultimi decenni del XX secolo si è cercato di implementare le caratteristiche proprie del calcestruzzo, di ottimizzare le prestazioni meccaniche e migliorare la durabilità delle strutture in calcestruzzo armato. Lo sviluppo di nuovi additivi superfluidificanti utilizzati in combinazione con aggiunte minerali, accanto ad uno studio attento dei processi che governano il degrado del materiale, hanno portato il calcestruzzo ad essere un materiale altamente tecnologico, in grado di garantire prestazioni sempre più elevate. Si assiste così alla nascita dei calcestruzzi ad alte prestazioni detti High Performance Concrete o HPC e in seguito allo sviluppo dei calcestruzzi Reactive Powder Concrete detti RPC. La tecnologia del calcestruzzo fa un ulteriore passo in avanti con lo sviluppo dei primi calcestruzzi ad altissime prestazioni UHPFRC.
Gli UHPFRC differiscono dalla prima generazione di HPC e RPC per:
- il rapporto acqua/cemento più basso (< 0,25) e per la resistenza a compressione sistematicamente più alta (> 150 MPa);
- l’utilizzo di fibre ad elevati dosaggi che garantiscono un comportamento incrudente;
- l’elevato dosaggio di legante e la peculiare composizione.

## Materiali
I calcestruzzi ad altissime prestazioni UHPFRC sono costituiti da una matrice (formata a seguito dell'impasto e della successiva maturazione di una miscela di cemento, aggiunte minerali, aggregato fine, acqua e superfluificante) e dalle fibre.

### Matrice cementizia
La matrice dei calcestruzzi UHPFRC ha una porosità molto ridotta (tipicamente tra 1,5% e 5%) rispetto a quella dei calcestruzzi ad alte prestazioni HCP (tipicamente tra il 9% e il 12%) e dei calcestruzzi ordinari (indicativamente tra il 15% e il 20%). La densità elevata della matrice è ottenuta con l'utilizzo di un aggregato molto fine (diametro massimo generalmente minore o uguale ad 1 mm) e con l'utilizzo di aggiunte minerali, come ad esempio i fumi di silice che vanno a riempire i vuoti interstiziali tra le particelle di cemento.
In genere, la presenza di queste tipologie di particelle molto fini, sebbene riduca la porosità dell'impasto, porta ad una diminuzione della lavorabilità allo stato fresco, aumentando la richiesta d'acqua a discapito della resistenza meccanica. Nei calcestruzzi UHPFRC, l'utilizzo combinato di aggregati fini e fumi di silice con additivi superfluidificanti (generalmente a base di poliacrilati o policarbossilati) permette di ottenere una porosità molto bassa e garantire quindi un’elevata resistenza meccanica senza dover rinunciare alla lavorabilità dell’impasto.

### Fibre
Dall’inizio del XX secolo, l’impiego delle fibre come sistema di rinforzo nel calcestruzzo è notevolmente aumentato. Le prime a essere utilizzate furono le fibre d’amianto per produzione di lastre di copertura prefabbricate. Solo verso la fine degli anni 40' vennero introdotte le fibre di acciaio e successivamente altri materiali quali vetro o sostanze organiche (come polipropilene e poliacrilonitrile) furono impiegate per la loro produzione.
Le fibre possono essere classificate in due gruppi: fibre con modulo di elasticità più basso della matrice di pasta cementizia (cellulosa, nylon, polipropilene, ecc.) e fibre con modulo di elasticità maggiore della matrice di pasta cementizia (acciaio, carbonio, kevlar ecc.).
Generalmente, le fibre organiche a basso modulo di elasticità subiscono deformazioni elevate e quindi possono provocare, in un calcestruzzo fessurato, apertura di fessura considerevoli. Per questo motivo, le fibre più utilizzate nella produzione di UHPFRC sono le fibre in acciaio, che limitano l'apertura di fessura. A differenza dei tradizionali calcestruzzi fibrorinforzati con fibre di acciaio, che necessitano di fibre più lunghe (generalmente tra 30 e 80 mm), i calcestruzzi ad altissime prestazioni sono tipicamente rinforzati con micro-fibre (generalmente tra 10 e 15 mm) in acciaio. La zona di interfaccia tra matrice e fibre risulta molto più resistente rispetto a quella dei calcestruzzi fibrorinforzati tradizionali, grazie alla matrice molto compatta, che aderisce completamente alla fibra.

### Composizione
Per raggiungere le elevate prestazioni richieste al calcestruzzo UHPFRC, è indispensabile che tutti i componenti del materiale siano miscelati nelle corrette proporzioni. Infatti, questo comporta non solo il raggiungimento di parametri prefissati, come il rapporto acqua/cemento stabilito in fase di progetto, ma influenza anche il comportamento allo stato fresco e indurito.
I dosaggi dei componenti secchi della matrice sono scelti in modo tale da minimizzare gli spazi vuoti tra le particelle, mentre i dosaggi di acqua e superfluidificante sono scelti in funzione rispettivamente della resistenza che si vuole ottenere (il rapporto acqua/cemento è infatti uno dei parametri che determina la resistenza meccanica del materiale) e della lavorabilità allo stato fresco che si intende ottenere.
Una peculiarità della composizione dei calcestruzzi UHPFRC è che, essendo il rapporto acqua/cemento molto basso (< 0,2) e il dosaggio di cemento molto alto (> 600 kg/m³) , la quantità d'acqua nell'impasto può essere più bassa del valore stechiometrico richiesto per la completa idratazione del cemento e conseguentemente una parte del cemento non si idrata, anche se rimane comunque strettamente legata ai prodotti di idratazione e ne migliora le prestazioni meccaniche. Pertanto, quando un elemento in UHPFRC si fessura e viene a contatto con acqua, tale quantità di cemento può ricominciare ad idratarsi, e dato che il processo di idratazione corrisponde ad un affinamento dei pori e della micro-struttura, si può assistere al fenomeno del self-healing, ovvero di una re-cicatrizzazione delle fessure.
Il dosaggio di fibre tipico di questi calcestruzzi è intorno al 2-3% rispetto al volume di calcestruzzo, ma può arrivare anche al 6% di fibre in volume, ad esempio in alcune applicazioni dove non sono richieste le armature di rinforzo.

## Proprietà

### Calcestruzzo fresco
La miscela di calcestruzzo fresco che si vuole produrre deve avere una determinata consistenza. La lavorabilità è scelta in funzione delle condizioni di getto e pompaggio ed è di cruciale importanza per il corretto confezionamento del materiale. In particolare, la presenza di fibre con elevati dosaggi tipici degli UHPFRC, oltre che la presenza dei fumi di silice, riducono la lavorabilità degli impasti, che può essere migliorata mediante opportuni interventi sulla composizione, in particolare selezionando e dosando opportunamente additivi superfluidificanti. Questi additivi, inoltre, permettono di ottenere un comportamento autocompattante, tipico degli UHPFRC. Il comportamento autocompattante è un vantaggio per i calcestruzzi UHPFRC in quanto rendono superflua l'operazione di vibrazione, che comporterebbe un orientamento preferenziale delle fibre e di conseguenza l’efficacia del rinforzo sarebbe solo in quella direzione. La dispersione delle fibre all'interno del calcestruzzo è un parametro molto importante della progettazione, che dipende anche dalle modalità di messa in opera del calcestruzzo fresco, pertanto quando si utilizza questo materiale è necessario tenere in considerazione anche questo aspetto.
Più recentemente, calcestruzzi UHPFRC con comportamento non autocompattante ma tixotropico sono stati sviluppati ed applicati in situazioni pratiche nelle quali era richiesta la tenuta del materiale fresco su superfici con pendenze importanti (maggiori di 10° ad esempio per il rinforzo dell’impalcato di ponti).
Durante il confezionamento del calcestruzzo, si miscelano cemento e acqua insieme agli altri componenti ed avviene reazione di idratazione del cemento, che è una reazione esotermica e produce calore. L'alto dosaggio di cemento nei calcestruzzi UHPFRC comporta un elevato calore di idratazione, che può causare dei problemi se non preventivamente considerato nella progettazione di elementi fabbricati con questa tecnologia di calcestruzzo.

### Calcestruzzo indurito

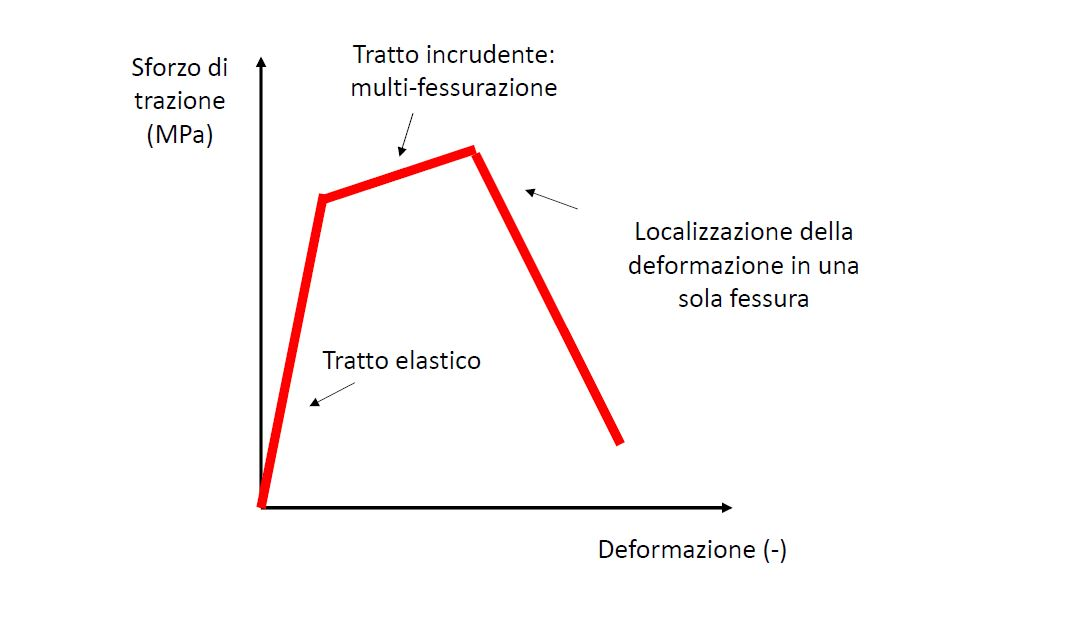
Comportamento a trazione dei calcestruzzi UHPFRC

La resistenza a compressione dipende dalla matrice cementizia e può raggiungere nei UHPFRC valori molto alti, tipicamente maggiori di 150 MPa ma possono arrivare fino a 250 MPa. Il comportamento a compressione non è sensibilmente influenzato dalla presenza delle fibre, anche se possono portare ad un leggero incremento della resistenza.
Le fibre sono invece le sole responsabili del peculiare comportamento a trazione degli UHPFRC, migliorandone il comportamento in post-fessurazione. Il legame costitutivo sforzo-deformazione in trazione tipico di un UHPFRC è formato da tre tratti. Il primo tratto corrisponde alla fase elastica, caratterizzata da un valore di modulo elastico molto superiore rispetto a quello dei calcestruzzi ordinari, che può arrivare fino a 70 GPa. Questa fase non è particolarmente influenzata dalla presenza delle fibre. Il secondo tratto corrisponde alla fase incrudente, con la micro-fessurazione del materiale dovuta alla presenza di fibre. Con il raggiungimento del limite elastico, iniziano a comparire delle micro-fessure e la tensione di trazione continua a crescere con una pendenza minore rispetto a quella riscontrata nella fase elastica. Tale incremento di duttilità è dovuto al numero notevole di micro-fessure che si sviluppano distribuite in modo omogeneo nel materiale. Il terzo tratto della curva inizia nel punto in cui la deformazione si localizza in una sola fessura e avviene il fenomeno della fuoriuscita delle fibre denominato pull-out.
Per quanto riguarda le deformazioni non dipendenti dal carico, anche i calcestruzzi UHPFRC sono soggetti, come per i calcestruzzi tradizionali, a fenomeni di ritiro. La differenza essenziale che sussiste tra un calcestruzzo ordinario ed un UHPFRC è che il primo ha problemi di ritiro igrometrico (che è maggiore del ritiro autogeno), mentre per il secondo è il ritiro autogeno ad essere critico se non c’è sufficiente stagionatura umida durante il processo di idratazione.

## Durabilità

### Parametri correlati con la durabilità
La durabilità del calcestruzzo dipende da numerosi fattori, e le cause del suo degrado possono essere di diversa natura. I fenomeni di degrado più importanti sono associati, tra le altre cose, alla presenza di acqua, che ne sostiene la propagazione.
L'assorbimento d'acqua nei calcestruzzi UHPFRC è molto inferiore a quello dei calcestruzzi tradizionali, tipicamente prossimo all'1%. Anche la risalita capillare dell'acqua all'interno dei pori è inferiore di un ordine di grandezza rispetto a quello dei calcestruzzi ordinari, indice del fatto che anche la dimensione del singolo poro è molto ridotta.
L'impermeabilità di questo materiale è un vantaggio per la sua durabilità, limitando l'ingresso delle sostanze aggressive e riducendo così le conseguenze dovute ad esempio all'attacco gelo-disgelo o all'attacco solfatico.

### Corrosione delle armature

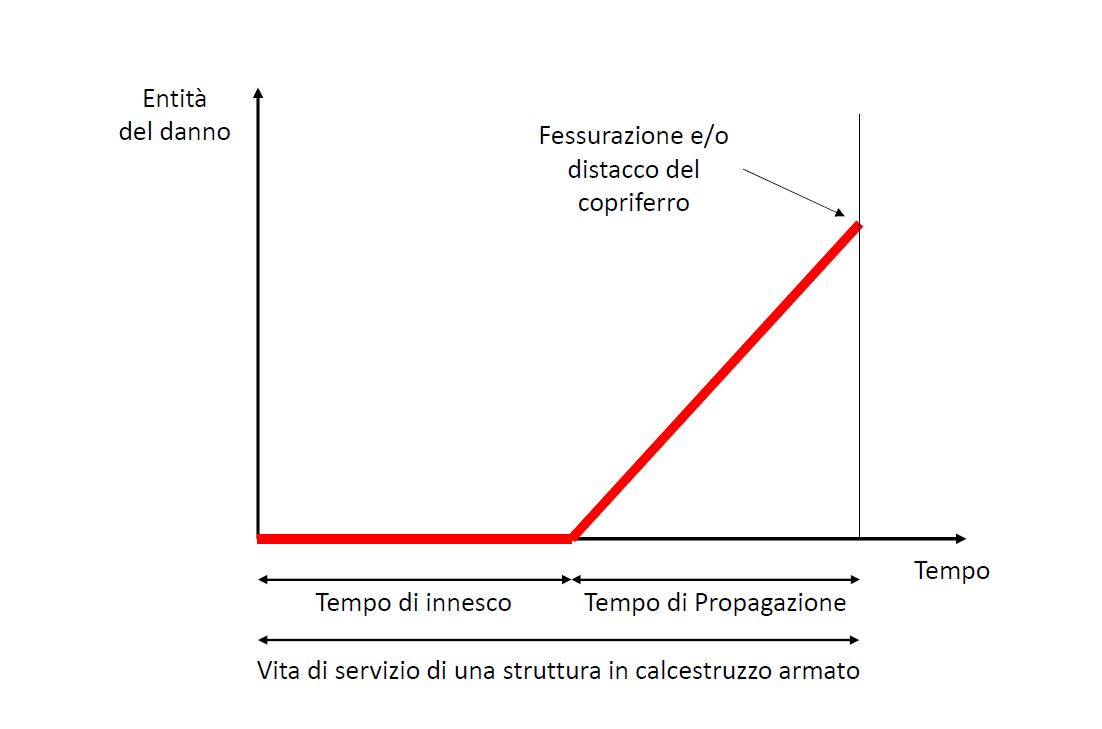
Schematizzazione del processo corrosivo per la vita di servizio di una struttura in calcestruzzo armato

La causa principale di degrado delle strutture in calcestruzzo armato è la corrosione delle armature. Secondo la teoria di K. Tuutti 1982, il processo corrosivo delle armature all'interno del calcestruzzo si può dividere in due fasi:
- Tempo di innesco: dall'inizio della vita di servizio della struttura, fino al momento in cui si innesca la corrosione. Questo periodo coincide con la penetrazione delle sostanze aggressive attraverso il copriferro del calcestruzzo, in particolare l'anidride carbonica, che causa il fenomeno della carbonatazione, e i cloruri, che causano la corrosione per pitting. In questa fase il processo corrosivo non si è ancora avviato e non ci sono segni visibili di degrado sulla struttura.

- Tempo di propagazione: dall'innesco della corrosione fino al raggiungimento di uno stato limite prefissato (per esempio la fessurazione o il distacco del copriferro). Questa fase corrisponde alla propagazione della corrosione e la conseguente formazione di prodotti di corrosione, che hanno un volume maggiore rispetto a quello della barra di armatura e pertanto possono creare degli sforzi di trazione locali che possono portare alla fessurazione o al distacco del calcestruzzo.[4]

#### Innesco
Nella prima fase di innesco, il parametro determinante è la porosità capillare del calcestruzzo, in quanto determina la permeabilità del materiale alle sostanze aggressive che possono provocare la corrosione delle armature.
La densa microstruttura dei calcestruzzi UHPFRC garantisce generalmente un'ottima resistenza alla penetrazione dell'anidride carbonica e dei cloruri.
L'ingresso dell'anidride carbonica attraverso i pori del calcestruzzo provoca il fenomeno della carbonatazione del calcestruzzo, che comporta un abbassamento del pH della soluzione dei pori del calcestruzzo, creando le condizioni ideali per l'innesco della corrosione. I calcestruzzi UHPFRC hanno, per quanto riguarda la corrosione indotta da carbonatazione, un duplice vantaggio: la bassa porosità che rallenta l'ingresso dell'anidride carbonica e l'eccesso di cemento non idratato nella composizione che rappresenta una "riserva di ioni" che garantisce il mantenimento dell'alcalinità della soluzione dei pori del calcestruzzo e rallenta l'abbassarsi del pH.
Per quanto concerne il trasporto dei cloruri, la bassa permeabilità dei calcestruzzi UHPFRC ostacola la diffusione e la migrazione della specie ionica all'interno del calcestruzzo. Tuttavia la porosità non è l'unico parametro che influenza il trasporto dei cloruri all'interno del calcestruzzo, come per esempio il tipo di cemento utilizzato.
In generale quindi, la compatta micro-struttura e quindi la bassa porosità degli UHPFRC portano ad un allungamento del tempo di innesco per le strutture realizzate con questo calcestruzzo rispetto a quelle realizzate con un calcestruzzo ordinario. Tuttavia, la presenza di fessure sull'elemento in UHPFRC armato costituisce una via d'ingresso preferenziale per le sostanze aggressive e può diminuire il tempo di innesco (infatti anche questi materiali sono soggetti a fessurazione, sebbene siano presenti le fibre che ne limitano l'apertura di fessura).

#### Propagazione
Quando il fronte di carbonatazione o i cloruri raggiungono l’armatura, essa si depassiva e diviene suscettibile alla corrosione. Le conseguenze della corrosione sono legate alla riduzione della sezione resistente della barra d'armatura, e nel caso di corrosione da cloruri, anche alla perdita di duttilità prodotta dall'attacco localizzato del pitting. I parametri principali che descrivono il comportamento alla corrosione delle armature sono il potenziale dell'armatura e la velocità di corrosione. Nella corrosione da carbonatazione, la velocità di avanzamento della corrosione è determinata dalla disponibilità di ossigeno e di acqua alla superficie dell’acciaio. Nella corrosione da cloruri, quando si innesca la corrosione per pitting si crea un ambiente molto aggressivo all’interno dell’attacco localizzato. L’evoluzione nel tempo della velocità di corrosione delle armature è strettamente legata alle variazioni locali di umidità nel calcestruzzo alla profondità delle armature ed è governata dalla resistività elettrica del calcestruzzo. In generale, maggiore è la resistività elettrica del calcestruzzo, maggiore è il potenziale dell'armatura e minore è la sua velocità di corrosione (anche se non è possibile individuare una correlazione di validità generale tra velocità di corrosione e resistività elettrica in quanto essa varia in funzione della composizione del calcestruzzo e della presenza di cloruri).
I calcestruzzi UHPFRC possono raggiungere valori di resistività elettrica molto elevati (>1000 ohm/m misurati in condizioni di saturazione d'acqua) anche con dosaggi di fibre metalliche piuttosto alti (3,5% in volume). Occorre tenere presente che le fibre danno comunque un contributo alla conduzione di corrente: maggiore il contenuto di fibre, minore la resistività. Pertanto la resistività raggiunge valori ancora più elevati per calcestruzzi UHPFRC confezionati con un minore dosaggio di fibre. La presenza di fibre metalliche in combinazione con le armature in acciaio, peraltro, potrebbe anche portare al fenomeno dell'accoppiamento galvanico tra le fibre e la barra di armatura e conseguentemente, sotto alcune condizioni, causare un aumento della velocità di corrosione sull'armatura di rinforzo. Infine, anche in questo caso la presenza di fessure può causare un aumento della velocità di corrosione, creando una via preferenziale per l'acqua e l'ossigeno che sostengono il processo corrosivo.

## Applicazioni

### Applicazioni strutturali

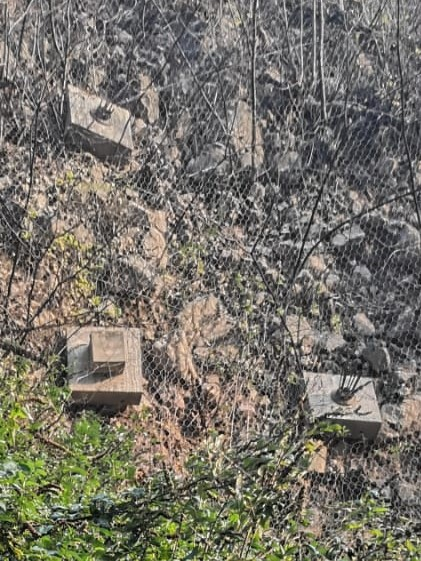
Opera di contenimento del terreno realizzata in UHPFRC - Caslino D'Erba, Italia

Il calcestruzzo UHPFRC è utilizzato in tutto il mondo in molte applicazioni strutturali, come per esempio per la costruzione di elementi portanti di ponti. Tra i ponti pedonali realizzati con questo calcestruzzo si ricorda il ponte di Seonyu a Seul costruito in Corea del Sud nel 2002. I suddetto materiale può essere impiegato anche per la produzione di ponti carrabili, come ad esempio quello situato a Saint-Pierre-la-Cour in Francia, realizzato con travi prefabbricate in calcestruzzo armato UHPFRC e una soletta predalles, sempre in calcestruzzo armato UHPFRC.
La realizzazione più imponente in UHPFRC è stata effettuata in Giappone: la struttura creata nel mare della baia di Tokyo per consentire l'espansione dell'aeroporto di Haneda. Il calcestruzzo UHPFRC è stato utilizzato anche in diverse applicazioni di ingegneria civile come, ad esempio, per la realizzazione di giunti di connessione tra elementi prefabbricati nei ponti. Inoltre, è usato nella ristrutturazione di strade e solette di ponti come strato impermeabile e di rinforzo, oltre che per la riparazione di dighe o per la ristrutturazione di tunnel.
In Italia, è stata eseguita un'opera di contenimento del terreno in UHPFRC presso Caslino d'Erba, attraverso la collocazione di piastre di ancoraggio prefabbricate per la stabilizzazione attiva di pendii.
Infine, il calcestruzzo UHPFRC è molto utilizzato in tutto il mondo per il rinforzo di strutture esistenti in calcestruzzo armato tradizionale, applicato anche solo come ultimo strato di protezione per le sue capacità impermeabili.

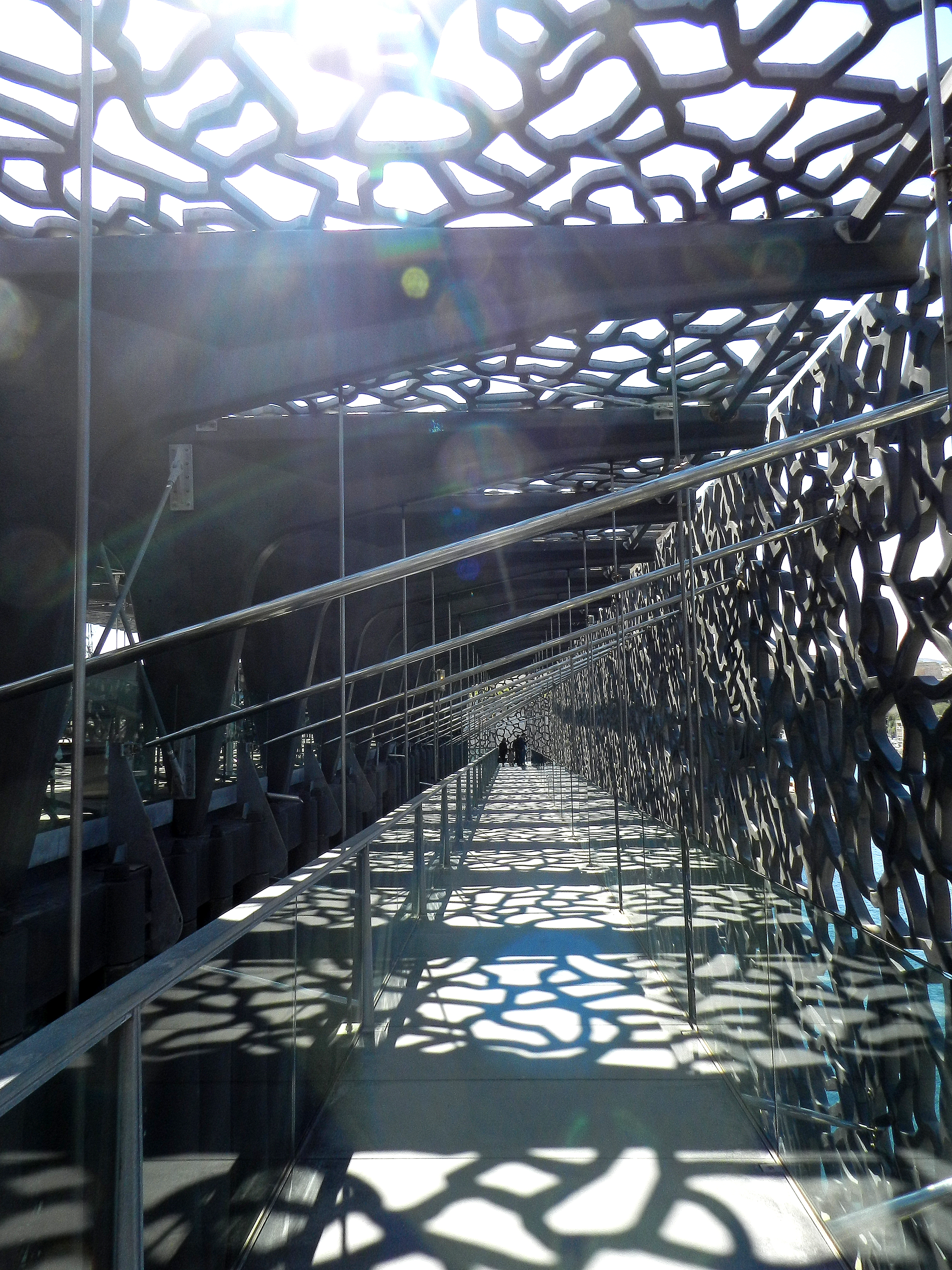
Pannelli di facciata realizzati con calcestruzzo UHPFRC - Museo MUCEM, Marsiglia, Francia

### Applicazioni architettoniche
L'utilizzo di calcestruzzo UHPFRC ha dato accesso ad un nuovo mondo di forme e volumi, grazie alle sue possibilità quasi illimitate di aspetto e consistenza. Il calcestruzzo UHPFRC è stato utilizzato in diverse applicazioni architettoniche come pensiline e tettoie.
Una delle sue applicazioni architettoniche più affascinanti è quella dei pannelli di facciata del Museo delle civiltà dell'Europa e del Mediterraneo (detto MUCEM) di Marsiglia. L’architetto Rudy Ricciotti ha scelto di realizzare i pannelli di facciata con UHPFRC proprio per l’adattabilità del materiale a delle casserature di forma complessa (grazie alla presenza di soli aggregati fini, alla consistenza molto fluida allo stato fresco e alla elevata resistenza allo stato indurito).